# Seznam vrcholů v Bílých Karpatech

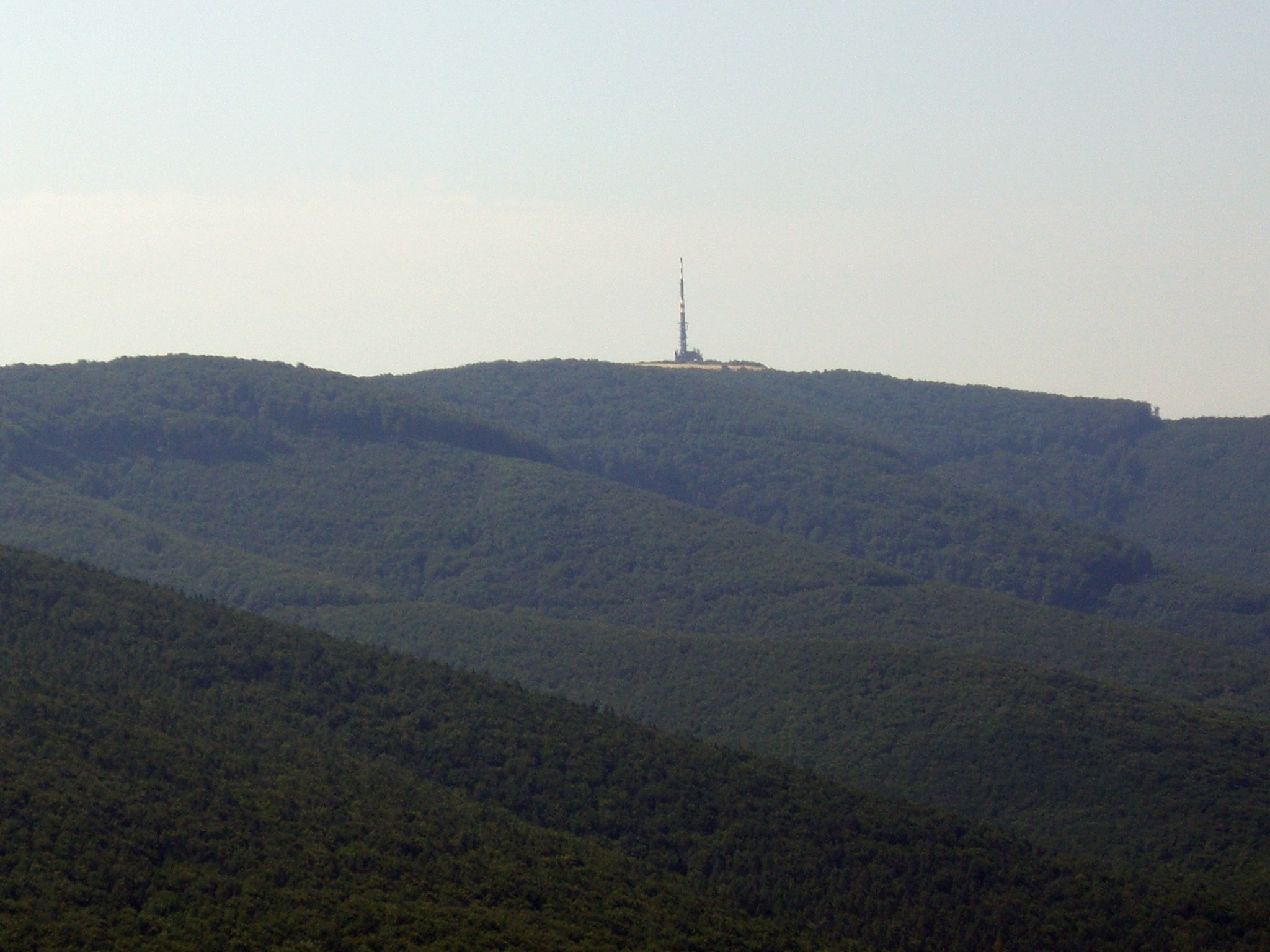
Velká Javořina (970 m)

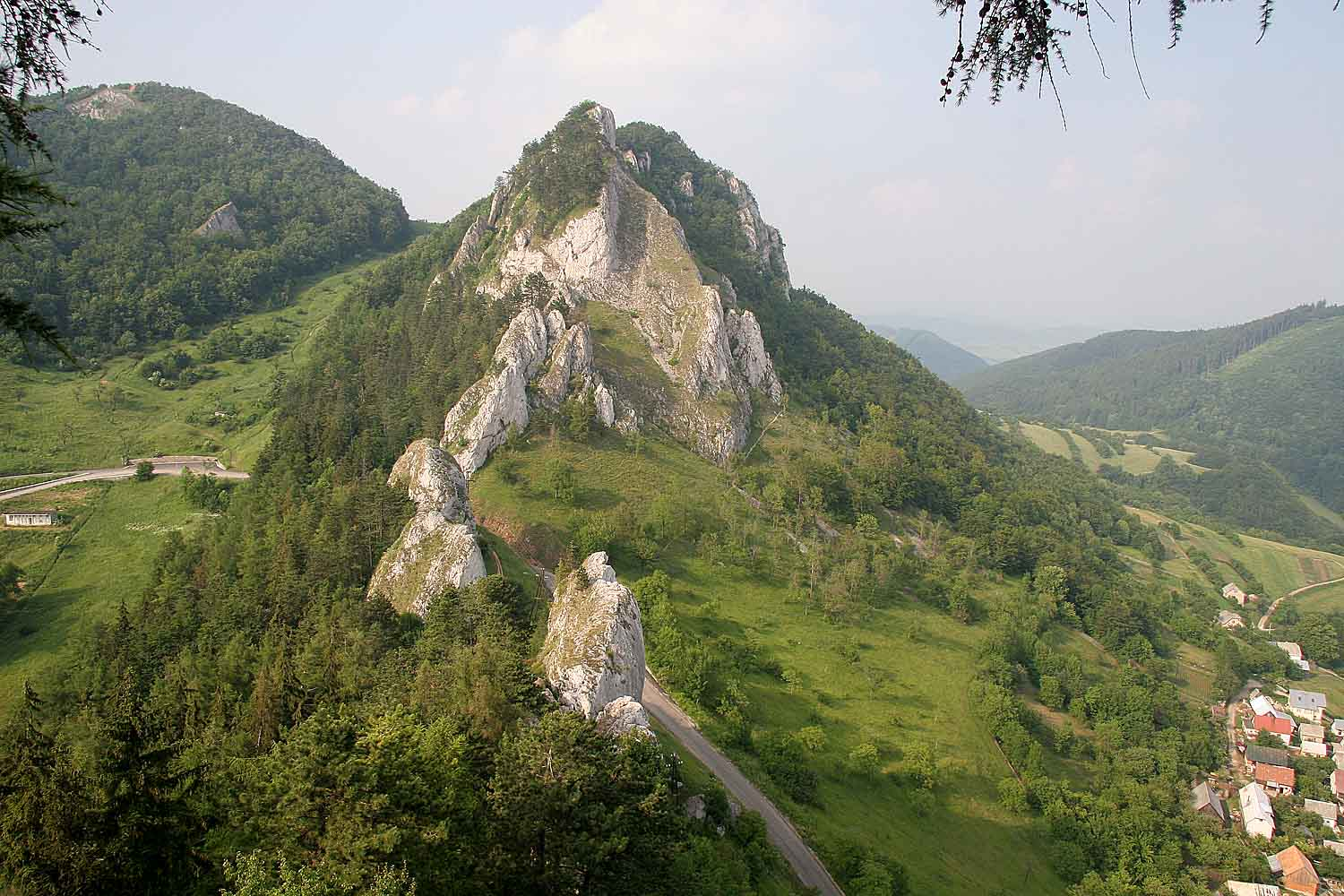
Javorník (898 m), vlevo Chmeľová (925 m)

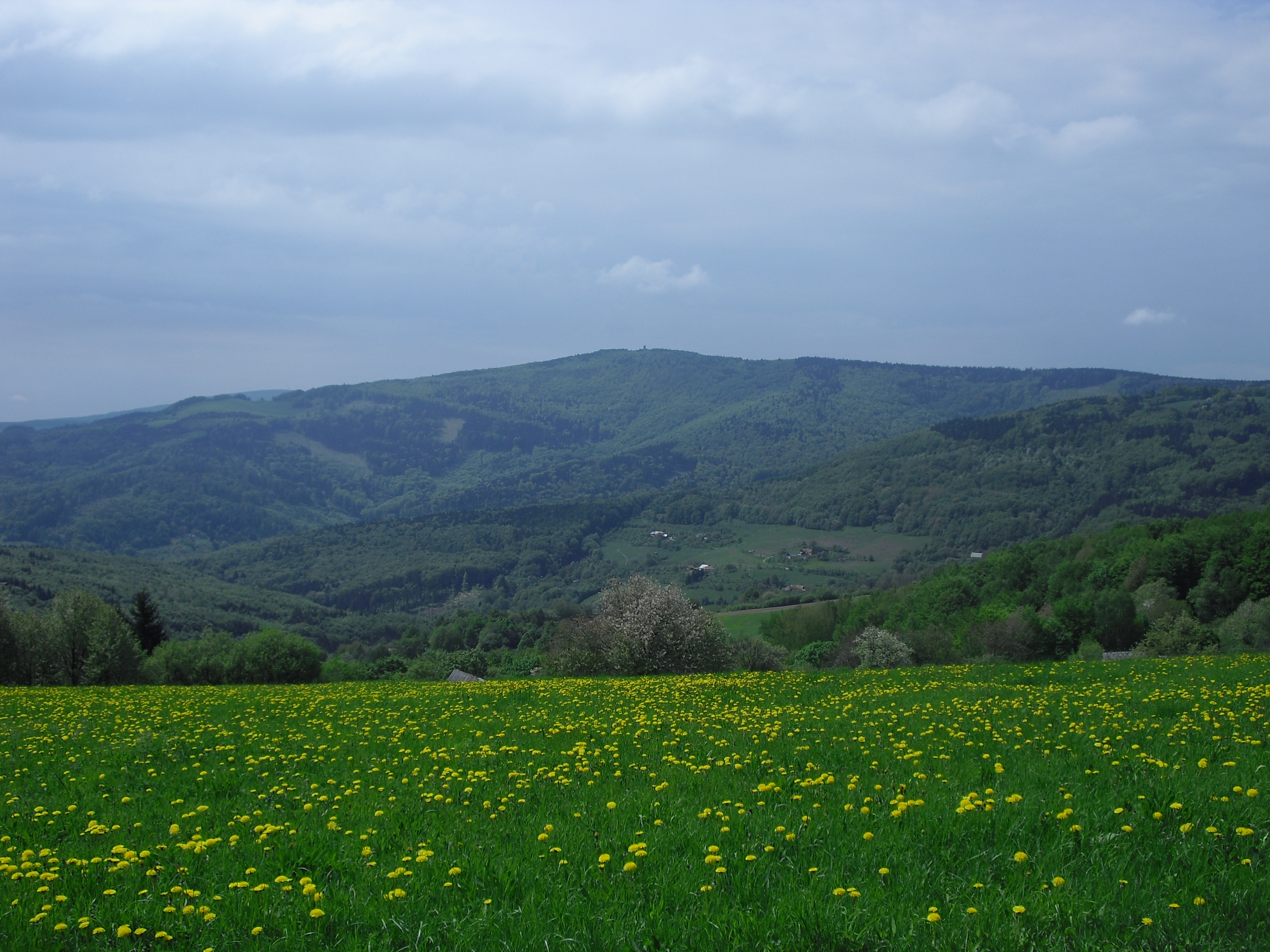
Velký Lopeník (911 m)

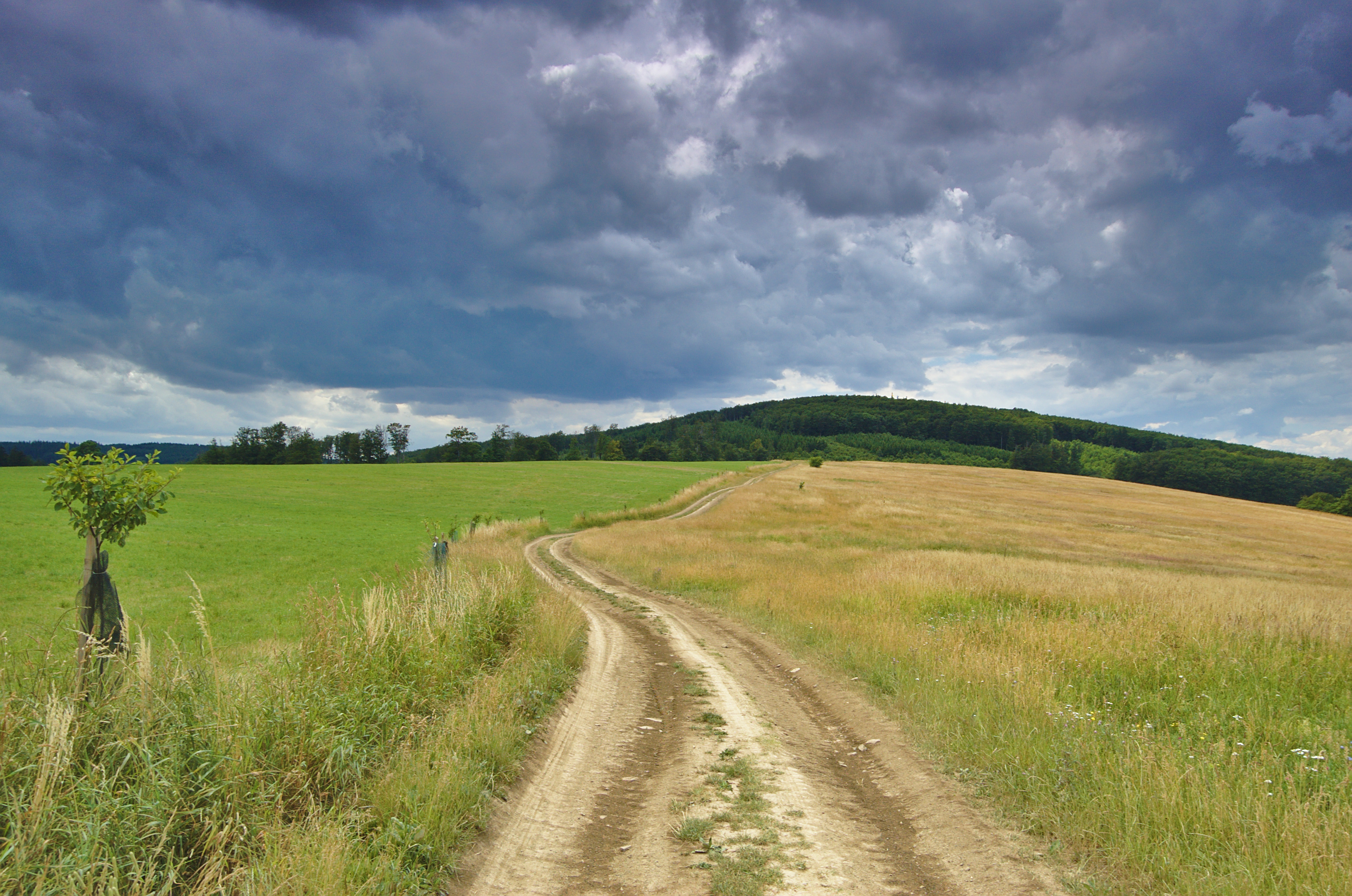
Hradisko (636 m)

Seznam vrcholů v Bílých Karpatech zahrnuje pojmenované bělokarpatské vrcholy s nadmořskou výškou nad 700 metrů nebo s prominencí nad 100 metrů. K sestavení seznamu bylo použito map dostupných na stránkách Mapy.cz, v Geoprohlížeči Zeměměřického úřadu a v Geoportálu Úřadu geodézie, kartografie a katastru Slovenské republiky.

## Seznam vrcholů podle výšky
Seznam vrcholů podle výšky obsahuje pojmenované vrcholy v české i slovenské části pohoří s výškou nad 700 m n. m. a prominencí alespoň 5 metrů. Nejvyšší horou Bílých Karpat je Velká Javořina (970 m n. m.), nadmořskou výšku 900 m převyšuje celkem 5 hor.
| #    | Vrchol                        | Výška m n. m. | Souřadnice                       | Stát              | Přístup                                             |
| ---- | ----------------------------- | ------------- | -------------------------------- | ----------------- | --------------------------------------------------- |
| 01.  | Velká Javořina                | 970           | 48°51′28″ s. š., 17°40′32″ v. d. | Česko / Slovensko | červená turistická značka · modrá turistická značka |
| 02.  | Chmeľová                      | 925           | 49°04′28″ s. š., 18°09′14″ v. d. | Slovensko         | žlutá turistická značka                             |
| 03.  | Jelenec                       | 925           | 48°51′37″ s. š., 17°42′10″ v. d. | Česko / Slovensko | neznačeno                                           |
| 44.  | Kobylinec                     | 912           | 49°07′10″ s. š., 18°09′55″ v. d. | Slovensko         | neznačeno                                           |
| 05.  | Velký Lopeník                 | 911           | 48°55′01″ s. š., 17°46′58″ v. d. | Česko / Slovensko | modrá turistická značka · zelená turistická značka  |
| 06.  | Javorník (či Vršatské bradlá) | 898           | 49°04′26″ s. š., 18°09′41″ v. d. | Slovensko         | neznačeno                                           |
| 07.  | Malý Lopeník                  | 881           | 48°55′39″ s. š., 17°46′48″ v. d. | Česko             | neznačeno                                           |
| 08.  | Zrnová                        | 854           | 49°07′39″ s. š., 18°12′23″ v. d. | Slovensko         | neznačeno                                           |
| 09.  | Kobylec                       | 845           | 48°56′02″ s. š., 17°47′16″ v. d. | Česko             | zelená turistická značka                            |
| 010. | Durda                         | 842           | 48°51′15″ s. š., 17°38′51″ v. d. | Slovensko / Česko | červená turistická značka                           |
| 11.  | Průklesy                      | 837           | 49°05′01″ s. š., 18°05′27″ v. d. | Česko             | žlutá turistická značka                             |
| 12.  | Holý vrch                     | 830           | 49°04′58″ s. š., 18°04′54″ v. d. | Česko             | žlutá turistická značka                             |
| 13.  | Kýčera                        | 828           | 49°10′13″ s. š., 18°11′39″ v. d. | Slovensko         | neznačeno                                           |
| 14.  | U Bětina javoru               | 828           | 48°51′14″ s. š., 17°40′03″ v. d. | Česko             | červená turistická značka                           |
| 15.  | Biely vrch                    | 819           | 49°04′20″ s. š., 18°07′58″ v. d. | Slovensko         | neznačeno                                           |
| 16.  | Čapec                         | 819           | 48°50′49″ s. š., 17°37′14″ v. d. | Česko / Slovensko | červená turistická značka                           |
| 17.  | Končitá                       | 817           | 49°09′11″ s. š., 18°07′07″ v. d. | Česko / Slovensko | červená turistická značka                           |
| 18.  | Dúžnik                        | 807           | 48°53′57″ s. š., 17°51′03″ v. d. | Slovensko         | modrá turistická značka                             |
| 19.  | Mikulčin vrch                 | 799           | 48°56′43″ s. š., 17°48′31″ v. d. | Česko             | neznačeno                                           |
| 20.  | Chotuč                        | 795           | 49°04′15″ s. š., 18°10′35″ v. d. | Slovensko         | neznačeno                                           |
| 21.  | Tomkův vrch                   | 794           | 48°56′23″ s. š., 17°49′45″ v. d. | Česko             | neznačeno                                           |
| 22.  | Požár                         | 792           | 49°08′56″ s. š., 18°05′56″ v. d. | Česko             | neznačeno                                           |
| 23.  | Kaňúr                         | 791           | 49°06′10″ s. š., 18°06′41″ v. d. | Česko             | neznačeno                                           |
| 24.  | Rapantův vrch                 | 788           | 48°56′34″ s. š., 17°49′19″ v. d. | Česko             | červená turistická značka · žlutá turistická značka |
| 25.  | Strachoňovec                  | 786           | 49°06′26″ s. š., 18°11′04″ v. d. | Slovensko         | neznačeno                                           |
| 26.  | Javorník                      | 783           | 49°01′39″ s. š., 17°59′43″ v. d. | Česko / Slovensko | červená turistická značka · modrá turistická značka |
| 27.  | Kýčerka                       | 782           | 49°07′58″ s. š., 18°11′53″ v. d. | Slovensko         | neznačeno                                           |
| 28.  | Kašpariskův vrch              | 778           | 48°51′18″ s. š., 17°37′58″ v. d. | Česko / Slovensko | červená turistická značka                           |
| 29.  | Zelená                        | 777           | 49°03′02″ s. š., 18°06′45″ v. d. | Slovensko         | neznačeno                                           |
| 30.  | Machnáč                       | 771           | 48°55′34″ s. š., 17°53′22″ v. d. | Slovensko         | červená turistická značka · žlutá turistická značka |
| 31.  | Kyjanice                      | 770           | 49°08′51″ s. š., 18°04′59″ v. d. | Česko             | neznačeno                                           |
| 32.  | Okršlisko                     | 769           | 49°05′00″ s. š., 18°06′56″ v. d. | Slovensko         | neznačeno                                           |
| 33.  | Kosák                         | 766           | 49°05′20″ s. š., 18°06′53″ v. d. | Česko / Slovensko | červená turistická značka                           |
| 34.  | Chmeľová                      | 765           | 48°54′53″ s. š., 17°50′25″ v. d. | Slovensko         | neznačeno                                           |
| 35.  | Tlstý vrch                    | 760           | 48°54′27″ s. š., 17°50′43″ v. d. | Slovensko         | modrá turistická značka                             |
| 36.  | Čerešienky                    | 758           | 49°01′19″ s. š., 17°58′32″ v. d. | Slovensko         | červená turistická značka                           |
| 37.  | Hromádková                    | 754           | 49°08′04″ s. š., 18°09′07″ v. d. | Slovensko         | neznačeno                                           |
| 38.  | Chabová                       | 751           | 48°58′11″ s. š., 17°55′55″ v. d. | Slovensko         | žlutá turistická značka                             |
| 39.  | Kykula                        | 746           | 48°55′34″ s. š., 17°50′40″ v. d. | Slovensko         | neznačeno                                           |
| 40.  | Chladný vrch                  | 742           | 49°01′21″ s. š., 18°00′42″ v. d. | Česko / Slovensko | neznačeno                                           |
| 41.  | Lokov                         | 742           | 48°59′51″ s. š., 17°52′05″ v. d. | Česko             | neznačeno                                           |
| 42.  | Ploščiny                      | 739           | 49°08′26″ s. š., 18°03′44″ v. d. | Česko             | zelená turistická značka                            |
| 43.  | Lázy                          | 738           | 49°08′46″ s. š., 18°04′27″ v. d. | Česko             | neznačeno                                           |
| 44.  | Žľab                          | 737           | 48°54′30″ s. š., 17°55′25″ v. d. | Slovensko         | neznačeno                                           |
| 45.  | Kršlisko                      | 734           | 49°05′20″ s. š., 18°04′38″ v. d. | Česko             | neznačeno                                           |
| 46.  | Ihriská                       | 730           | 48°54′18″ s. š., 17°55′03″ v. d. | Slovensko         | neznačeno                                           |
| 47.  | Zvonová hora                  | 722           | 49°05′02″ s. š., 18°09′18″ v. d. | Slovensko         | neznačeno                                           |
| 48.  | Dubický vrch                  | 719           | 48°53′04″ s. š., 17°51′17″ v. d. | Slovensko         | neznačeno                                           |
| 49.  | Javorník                      | 719           | 48°51′31″ s. š., 17°43′18″ v. d. | Slovensko         | neznačeno                                           |
| 50.  | Krivá Tuchyňa                 | 711           | 49°08′38″ s. š., 18°07′41″ v. d. | Slovensko         | neznačeno                                           |
| 51.  | Příslop                       | 711           | 48°57′01″ s. š., 17°50′40″ v. d. | Česko             | neznačeno                                           |
| 52.  | Tratihušť                     | 708           | 49°03′50″ s. š., 18°03′45″ v. d. | Česko             | neznačeno                                           |
| 53.  | Pyrtě                         | 707           | 49°03′38″ s. š., 18°03′59″ v. d. | Česko             | neznačeno                                           |
| 54.  | Horné Bradlo                  | 704           | 48°53′10″ s. š., 17°52′48″ v. d. | Slovensko         | neznačeno                                           |

## Seznam českých vrcholů podle prominence
Seznam vrcholů podle prominence obsahuje všechny hory a kopce v české části pohoří s prominencí (relativní výškou) nad 100 metrů, bez ohledu na nadmořskou výšku. Takových je v této části Bílých Karpat 11. Nejprominentnějším vrcholem je nejvyšší Velká Javořina (prominence 571 m, 9. nejprominentnější česká hora), následovaná Velkým Lopeníkem (397 m).
| #   | Vrchol         | Výška m n. m. | Promi- nence | Izolace (km)         | Souřadnice                       | Podcelek             | Přístup                                             |
| --- | -------------- | ------------- | ------------ | -------------------- | -------------------------------- | -------------------- | --------------------------------------------------- |
| 01. | Velká Javořina | 970           | 571          | 28,1 → Inovec        | 48°51′28″ s. š., 17°40′32″ v. d. | Javořinská hornatina | červená turistická značka · modrá turistická značka |
| 02. | Velký Lopeník  | 911           | 397          | 08,5 → Jelenec       | 48°55′01″ s. š., 17°46′58″ v. d. | Lopenická hornatina  | modrá turistická značka · zelená turistická značka  |
| 03. | Javorník       | 783           | 240          | 08,5 → Průklesy      | 49°01′39″ s. š., 17°59′43″ v. d. | Lopenická hornatina  | červená turistická značka · modrá turistická značka |
| 04. | Stráně         | 663           | 225          | 04,4 → Ploščiny      | 49°07′13″ s. š., 17°59′43″ v. d. | Chmeľovská hornatina | neznačeno                                           |
| 05. | Průklesy       | 837           | 185          | 04,4 → Chmeľová      | 49°05′01″ s. š., 18°05′27″ v. d. | Chmeľovská hornatina | žlutá turistická značka                             |
| 06. | Háj            | 573           | 134          | 03,7 → Hradisko      | 48°53′27″ s. š., 17°33′03″ v. d. | Javořinská hornatina | neznačeno                                           |
| 07. | Lokov          | 742           | 129          | 06,9 → Mikulčin vrch | 48°59′51″ s. š., 17°52′05″ v. d. | Lopenická hornatina  | neznačeno                                           |
| 08. | Kaňúr          | 791           | 118          | 02,2 → Průklesy      | 49°06′10″ s. š., 18°06′41″ v. d. | Chmeľovská hornatina | neznačeno                                           |
| 09. | Studený vrch   | 646           | 118          | 02,4 → Velký Lopeník | 48°56′24″ s. š., 17°43′52″ v. d. | Lopenická hornatina  | červená turistická značka                           |
| 10. | Hradisko       | 636           | 113          | 03,1 → Čapec         | 48°51′17″ s. š., 17°33′39″ v. d. | Javořinská hornatina | neznačeno                                           |
| 11. | Mikulčin vrch  | 799           | 111          | 01,3 → Velký Lopeník | 48°56′43″ s. š., 17°48′31″ v. d. | Lopenická hornatina  | neznačeno                                           |